# Pleiochiton crassifolium
Pleiochiton crassifolium är en tvåhjärtbladig växtart som beskrevs av Charles Victor Naudin och Asa Gray. Pleiochiton crassifolium ingår i släktet Pleiochiton och familjen Melastomataceae. Inga underarter finns listade i Catalogue of Life.